# أولاد معمر (ماوت)
أولاد معمر هو دُوَّار يقع بجماعة لمهارة، إقليم تارودانت، جهة سوس ماسة في المملكة المغربية. ينتمي الدوّار لمشيخة ماوت التي تضم 27 دوار. يقدر عدد سكانه بـ 368 نسمة حسب الإحصاء الرسمي للسكان والسكنى لسنة 2004.

## روابط خارجية
- البوابة الوطنية للجماعات الترابية
- المندوبية السامية للتخطيط